# Tân Mùi
Tân Mùi (chữ Hán: 辛未) là kết hợp thứ tám trong hệ thống đánh số Can Chi của người Á Đông. Nó được kết hợp từ thiên can Tân (Kim âm) và địa chi Mùi (cừu/dê). Trong chu kỳ của lịch Trung Quốc, nó xuất hiện trước Nhâm Thân và sau Canh Ngọ.

## Các năm Tân Mùi
Giữa năm 1700 và 2200, những năm sau đây là năm Tân Mùi (lưu ý ngày được đưa ra được tính theo lịch Việt Nam, chưa được sử dụng trước năm 1967):
- 1751
- 1811
- 1871
- 1931 (17 tháng 2, 1931 – 5 tháng 2, 1932)
- 1991 (15 tháng 2, 1991 – 3 tháng 2, 1992)
- 2051 (11 tháng 2, 2051 – 31 tháng 1, 2052)
- 2111
- 2171